# 阿特金森和吉爾曼頓阿凱達米格蘭特
阿特金森和吉爾曼頓阿凱達米格蘭特（英語：Atkinson and Gilmanton Academy Grant）是位於美國新罕布什爾州庫斯縣的一個行政鎮區。

## 地方資料
阿特金森和吉爾曼頓阿凱達米格蘭特的面積為50.00平方千米，當中陸地面積為49.70平方千米，而水域面積為0.30平方千米。根據2020年美國人口普查的數據，當地共有人口0人，而人口密度為每平方千米0人。